# 津田信澄
津田 信澄（つだ のぶずみ）は、安土桃山時代の武将。織田氏の連枝衆（一門衆）であるが、姓は津田を称し、諱は信重といった。通称を七兵衛。近江大溝城主で、摂津大坂城代。

## 略歴
尾張の戦国大名・織田信秀の三男・織田信勝（信行）の嫡男として生まれる。享年に諸説あり、このために生年は確定することができないが、織田信長の甥にあたり、その嫡男である従兄弟の織田信忠とはほぼ同年代であったと考えられる。
弘治2年（1556年）に父・信勝は謀反の企てを起こして敗北し、永禄元年（1558年）に父は伯父（信勝の兄）・信長によって暗殺された。しかしその子供達は助命され、信長の命令により柴田勝家の許で養育された。
『寛政重修諸家譜』等で、永禄7年（1564年）正月に元服して津田七兵衛信澄を称して津田氏を名乗ったと記されているが、これは誤りである。
元亀2年（1571年）、佐和山城を引き渡して織田家に降った浅井氏旧臣、磯野員昌の養嗣子となった。磯野姓を名乗っていたかどうかは不明。天正2年（1574年）2月3日に美濃岐阜城で開かれた信長主催の茶会に御通衆の「御坊様」として出席し、3月27日に信長が東大寺正倉院の蘭奢待を切り取った際にも重御奉行の「津田坊」とまだ童名で呼ばれているので、養子になるという約束だけで正式な縁組はまだ行われていなかった可能性はある。
天正3年（1575年）7月、磯野員昌と共に越前一向一揆征伐に従軍した。これが信澄の初陣であるとすると、天正2年夏から翌年夏までの間に、元服したと推測される。越前一向宗との戦いでは、柴田勝家・丹羽長秀と鳥羽城を破って、5、6百の一揆勢を斬った。
同年9月25日、京から来た公家の吉田兼見を馳走して、信長への取次役を務めている。10月27日、兼見が信長に礼参した際には、信澄が進物を披露した。

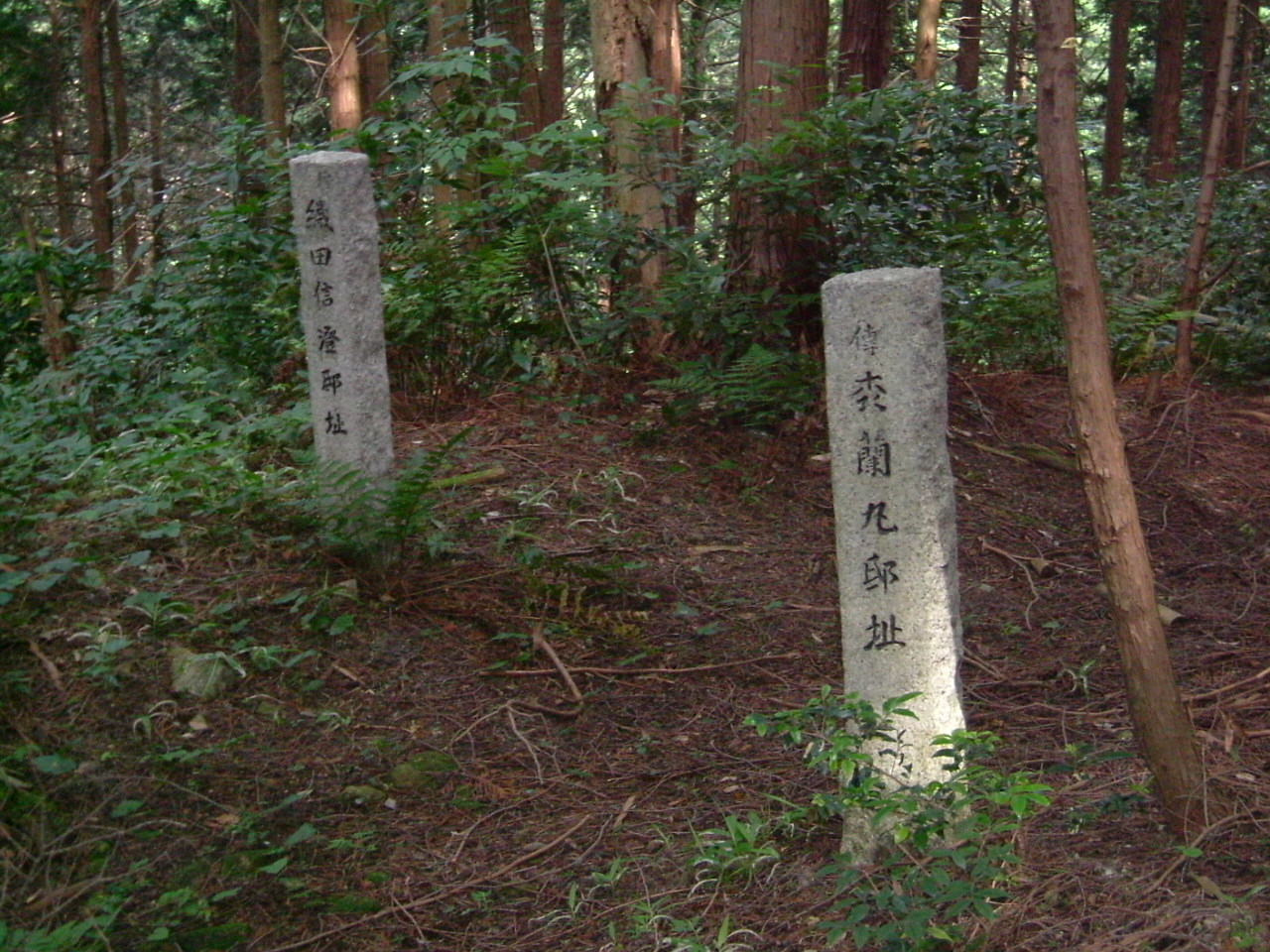
安土城にある伝織田信澄邸跡（左）。大手道を挟んで伝森成利（蘭丸）邸と隣り合う。

天正4年（1576年）1月14日、信澄が高島郡より上洛した事が確認されるので、磯野家の所領に住んでいたことがわかる。同年1月、丹波八上城の波多野秀治が離反したので、黒井城の戦いで苦戦する明智光秀の救援に赴援したが、結局、光秀は退陣を余儀なくされた。
天正6年（1578年）2月3日、磯野員昌が信長の叱責を受けて突如高野山へ出奔したため、その所領・高島郡がそのまま信澄に宛行われ、新庄城から移って、明智光秀の縄張りで新たに城を築いて大溝城主となった。高島郡領内の復興にも尽力して、大溝城下に、比叡山延暦寺の飛地境内にあって（信長による）兵火に焼けた大善寺の別院を建立してその開基となった。
以後は、津田あるいは織田姓を名乗っており、他の連枝衆と同じく、信長の側近としての務めと、信忠配下の遊撃軍団の一員としての両方の活動を行った。
同年4月4日、織田家当主・信忠に付き従い、石山本願寺攻めに参陣。8月15日の安土城における相撲興行では堀秀政、蒲生氏郷、青地与右衛門らと共に奉行を務めた。9月に信長が津田宗及宅を訪問した際にはこれに供奉した。それから10月から翌年11月までは、荒木村重討伐に従軍し、開城した摂津伊丹城には信澄が置かれて、村重の正室ら一族37名を捕えて京都に護送する役目を負った。また、この頃（または天正2年）に信長は明智光秀の娘と信澄とを結婚させている。
天正7年（1579年）5月27日の安土宗論の時には警護役の1人だった。天正8年（1580年）8月の石山本願寺からの一向宗の退城の際に大坂に下向して、検使・矢部家定を警固した。以後、大坂に常駐し、耶蘇会宣教師は信澄を「大坂の司令官」と称している。
天正9年（1581年）正月15日の左義長、2月27日の京都御馬揃えに参加。連枝衆の参加者で信澄は5番目に名前が挙がっており、10騎を率いて行進した。これは叔父信包と従弟信孝と同格の扱いである。
4月、和泉国の検地に逆らった槇尾寺の僧侶800名を信長の命令で皆殺しにした後、5月10日、信澄・堀秀政・蜂屋頼隆・丹羽長秀・松井友閑で伽藍の部材を検分して使えそうな部材は没収し、その他の堂塔・僧坊を焼き払った。また6月、信澄は高島郡の国衆多胡左近衛門を御内衆として召し抱えているから、高島郡の一職支配権を委ねられていたと考えられる。信澄は9月の伊賀攻めに従弟・北畠信意（織田信雄）の指揮下で従軍。鎮圧された後の10月、信長・信忠が伊賀国を検分した際にも同行した。恐らくこの時、信澄は信長に大和国の拝領を直訴したが、信長に「大和国は神国である」と諌められ、拒否されたと伝わる。
天正10年（1582年）、甲州攻めでは信忠の指揮下に入らず、信澄らは信長に従って後から出張し、3月19日に上諏訪の法花寺に陣を構えた部将の中に名が見える。土佐国の長宗我部元親と信長の関係が決裂して、5月7日に従弟の神戸信孝を総大将する四国遠征軍が編成されると、丹羽長秀、蜂屋頼隆、信澄の3名が副将として付けられ、11日、信澄は住吉で四国に渡海する準備に入った。また、21日に安土の信長は、京都から堺に向かうという徳川家康の大坂での接待役を丹羽長秀と信澄に命じている。
6月2日、舅の光秀が京都の本能寺、妙覚寺にいた信長、信忠を襲撃した本能寺の変が起こった。四国遠征軍は翌3日が淡路渡海の予定であったが、急遽中止される。信澄が光秀の娘婿であった事が災いし、市中には謀反は信澄と光秀の共謀であるという事実とは異なる噂が流れており、疑心暗鬼に囚われた信孝と長秀は、5日、信澄を襲撃して大坂城千貫櫓を攻撃した。信澄は防戦したが、丹羽家家臣・上田重安によって討ち取られた。謀反人の汚名を着せられたまま、信孝の命令で堺の町外れに梟された。享年は25とも28とも言う。
墓の所在も法名も伝わっていないが、現在、信澄が開基となった大善寺には供養墓と慰霊の石碑が建てられ、6月5日の命日（信澄忌）には供養が行われている。

## 子孫
- 長男の昌澄は、一時期信澄に仕えていた藤堂高虎の斡旋を受けて、豊臣秀吉、そしてその死後は豊臣秀頼に仕えた。大坂の陣では高虎と戦い勇名を馳せるが、戦後に責任をとって自害を図ろうとするも高虎や徳川秀忠から慰留され、交代寄合の旗本として2,000石を与えられて子孫は幕末まで続いた[31]。
- 次男の元信は、織田信雄に仕え、その改易後には豊臣秀頼に仕えた[4]。

## 人物
- 信澄は信長の右腕的存在[32]で、側近としての役割も果たし、安土城の造営においては総普請奉行である丹羽長秀と共に普請奉行として工事に携わるなど、織田一門の中では叔父の織田信包と共に信長から信任されていた[33]。
- 織田家では、2度も背いた信長の弟の遺児であったという境遇はほとんど窺えず、その待遇は厚かった。一門衆の序列は第5位であり、信長の嫡子である信忠、信雄、信長の弟の信包、信長の庶子の信孝に次ぐ立場で、信澄の後ろに続くのは信長の弟の長益（有楽斎）、長利であって、破格の待遇であった[13]。
- 前述のように謀反に荷担したという噂が当時の市中に流れていたわけであるが、信長の厚遇に応えて信澄は忠義を尽くしており、謀反に荷担した様子はなく、光秀に助力しようとした素振りも窺えない[13]。
- 信澄は天台宗に帰依しており、織田信長と明智光秀が焼き討ちした比叡山延暦寺の飛地境内の大善寺を再建した[注釈 15]。
- 宣教師ルイス・フロイスは、信澄の死去にあたり「この若者は異常なほど残酷でいずれも彼を暴君と見なし、彼が死ぬ事を望んでいた」と評している[注釈 19]。同じく『耶蘇会報』でも「甚だしく勇敢だが惨酷」と評し、信澄が2人の罪人を馬に踏み殺させた逸話を記している[13]。また、信澄を殺した信孝は、キリスト教に造詣が深いことで宣教師に高く評価されており、信澄を殺害したことで「三七殿は勇気と信用を獲得し、ただちに河内国のあらゆる有力者たちは彼を訪れ、主君として認めるに至った」[注釈 20]ともフロイスは書いた。
- 奈良興福寺の多聞院英俊は「一段の逸物也」[13][30]とその死を惜しんで高い評価を与えており、谷口克広は信長に似た行動力に富んだ人物だったのではないかとしている。

## 関連作品
小説
- 伊東潤「小才子」（『王になろうとした男』収録の短編）- 文藝春秋
- 近衛龍春「血を洗えー織田信澄」（『御家の大事』収録）[35]